# Upside Down (film 2021)
Upside Down è un film del 2021, diretto da Luca Tornatore, ispirato alla storia vera di un ragazzo down che ha partecipato a tre incontri di MMA.

## Trama
Paolo è un ragazzo con la sindrome di Down che lavora in un ristorante e vive con i genitori. Un giorno conosce Armando, un maestro di pugilato, e assistendo agli allenamenti, si appassiona allo sport.
Decide così di intraprendere una carriera da pugile trovando il consenso della madre anche se il padre Lorenzo avrà molti dubbi.

## Distribuzione
Il film è stato distribuito nelle sale cinematografiche italiane a partire dal 21 ottobre 2021.